# パミーナ (小惑星)
パミーナ (539 Pamina) は小惑星帯に位置する小惑星。ハイデルベルクでドイツの天文学者マックス・ヴォルフが発見した。
モーツァルトのオペラ『魔笛』の登場人物、夜の女王の娘パミーナにちなんで命名された。
2022年9月8日にはこの小惑星が11等の恒星を隠す食が起こり、日本からは異例となる当時15歳の中学生が準備から観測・解析を1人でこなして報告したとして話題になった。